# Snoqualmie National Forest
Der Snoqualmie  National Forest ist ein National Forest in den Countys King, Snohomish, Pierce und Kittitas im US-Bundesstaat Washington. Er wurde am 1. Juli 1908 ausgewiesen, indem ein Gebiet von über 3800 Quadratkilometer vom Washington National Forest abgespalten wurde. Die Fläche vergrößerte sich durch eine Abspaltung vom Rainier National Forest am 13. Oktober 1933. 1974 wurde der Snoqualmie National Forest mit dem Mount Baker National Forest zum Mount Baker-Snoqualmie National Forest administrativ vereinigt. Teile des Snoqualmie National Forest liegen (in absteigender Reihenfolge) in den Countys King, Snohomish, Pierce und Kittitas. Es gibt örtliche Ranger-Distrikte in North Bend und Skykomish. Die Hauptverwaltung befindet sich in Everett. Seit dem 30. September 2007 hat der Snoqualmie National Forest eine Größe von 5091,62 Quadratkilometer, was einem Anteil von 49 Prozent am gesamten Mount Baker-Snoqualmie National Forest entspricht.

## Wildnisgebiete
Es gibt sieben offiziell ausgewiesene Wildnisgebiete innerhalb des Snoqualmie National Forest, die zum National Wilderness Preservation System der USA gehören. Zwei von ihnen erstrecken sich auch in benachbarte National Forests.
- Alpine Lakes Wilderness (hauptsächlich im Wenatchee National Forest)
- Clearwater Wilderness
- Henry M. Jackson Wilderness (teilweise im Mount Baker National Forest und im Wenatchee National Forest)
- Norse Peak Wilderness
- Wild Sky Wilderness